# Gabriela Massuh
Gabriela Massuh (Tucumán, 1951) es una escritora, traductora, periodista, docente y editora argentina.

## Biografía

### Primeros años y formación
Gabriela Massuh nació en el año 1951 en la ciudad de Tucumán, Argentina, como hija de María Juri y el filósofo Víctor Massuh. Se licenció en Letras por la Universidad de Buenos Aires y se doctoró en Filología en la Universidad de Erlangen-Núrenberg con su tesis Borges, una estética del silencio.

### Trayectoria literaria
Como traductora, tradujo a los autores y filósofos Franz Kafka, Friedrich Schiller, Hans Enzensberger, Bertolt Brecht, Peter Handke, Heiner Müller, Elfriede Jelinek, Rainer Rilke y Albert Camus, entre otros.
Entre 1983 y el 2010, dirigió el área de cultura del Instituto Goethe de la ciudad de Buenos Aires. Allí, editó los libros de ensayo Formas no políticas del autoritarismo (1991, en colaboración con Simón Feldman), Benjamin en América Latina, ExArgentina (2004), La Normalidad (2006) y El trabajo por venir (2008, en colaboración con Norma Giarracca).
En el 2008, publicó en la editorial Interzona su primera novela, La intemperie, acerca de una ruptura amorosa entre dos mujeres después de la crisis argentina del 2001. En el 2011, fundó la editorial Mardulce.
En el 2012, publicó en Adriana Hidalgo su segunda novela, La omisión, que narra la historia de una viuda que descubre que su marido había mantenido una vida paralela con otro hombre. En el 2014, editó en Sudamericana el libro de investigación El robo de Buenos Aires. La trama de corrupción, ineficiencia y negocios que le arrebató la ciudad a sus habitantes. En el 2015, publicó en Adriana Hidalgo su tercera novela, Desmonte, acerca de las comunidades indígenes de San Ramón de la Nueva Orán.
En el 2017, editó en Sudamericana el libro Nací para ser breve. María Elena Walsh. El arte, la pasión, la historia, el amor, una memoria que narra su relación con dicha escritora. En el 2019, publicó en Adriana Hidalgo su cuarta novela, Degüello, sobre el extractivismo.

## Obra

### Novela
- La intemperie (2008, Interzona)
- La omisión (2012, Adriana Hidalgo)
- Desmonte (2015, Adriana Hidalgo)
- Degüello  (2019, Adriana Hidalgo)

### Ensayo
- Borges, una estética del silencio (1983)
- Formas no políticas del autoritarismo (1991, en colaboración con Simón Feldman)
- ExArgentina (2004)
- La Normalidad (2006)
- El trabajo por venir (2008, en colaboración con Norma Giarracca)
- El robo de Buenos Aires. La trama de corrupción, ineficiencia y negocios que le arrebató la ciudad a sus habitantes (2014, Sudamericana)
- Desarmar la casa luego de que los padres murieron. En: Mundos Íntimos , separata de la Revista "Ñ" de Buenos Aires, páginas 2 a 4, 23 de febrero de 2013.

### Memoria
- Nací para ser breve. María Elena Walsh. El arte, la pasión, la historia, el amor (2017, Sudamericana)